# Єврейська громада Франції

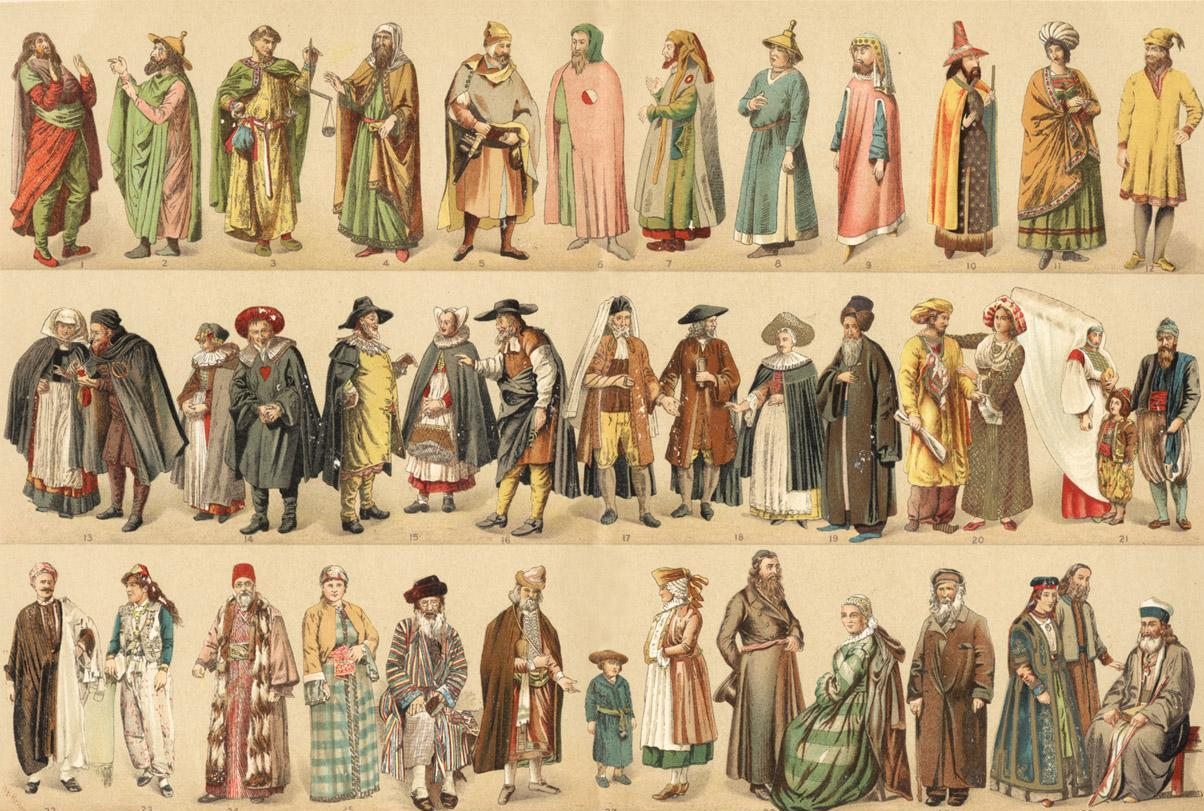
Одяг французьких євреїв у середні віки.

Єврейська громада у Франції ( Appel Unifié Juif de France ) відображає складну суміш соціальних, культурних та історичних впливів, які формували сучасну Францію. Вона є однією з найбільших єврейських громад у світі та єдина на європейському континенті, яка зберегла яскраве й пульсуюче єврейське життя.

Історичний контекст
Євреї проживають на території сучасної Франції з давніх часів. Проте громада зазнала значних змін у різні історичні періоди. Традиційно єврейське населення країни поділялося на дві основні групи:
1.	 Сефарди – нащадки євреїв, вигнаних з Іспанії та Португалії наприкінці XV століття.
2.	Ашкеназі – євреї, що переселилися до Франції з Центральної та Східної Європи.
Географічне розташування цих груп здебільшого не перетиналося, що сприяло збереженню культурних відмінностей між ними.
У XX столітті Франція стала притулком для багатьох євреїв, які рятувалися від переслідувань у Східній Європі. Однак наприкінці 1930-х років половина єврейського населення країни залишалася неасимільованою, що часто викликало негативне ставлення з боку частини французького суспільства.

Антисемітизм у Франції
Антисемітизм у Франції має довгу історію, яка сягає середньовіччя. У XX столітті він набув нових форм, включаючи:
•	Традиційний антисемітизм – спрямований проти “старих” французьких євреїв.
•	Ксенофобія – орієнтована на іммігрантів-євреїв.
До Другої світової війни “справжні французькі євреї” вважали себе насамперед французами, а вже потім євреями, що певною мірою захищало їх від ксенофобських настроїв.

Сучасний стан громади
Сьогодні єврейська громада Франції є однією з найбільших у світі, з чисельністю населення:
•	600 000 осіб (за даними Всесвітнього єврейського конгресу).
•	500 000 осіб (за оцінками Французької єврейської громади).
•	492 000 осіб (за даними Віртуальної єврейської бібліотеки станом на 2006 рік).
Це становить приблизно 1% від загальної чисельності населення країни.

Особливості сучасної громади
Французькі євреї зробили значний внесок у культуру, науку та політику країни. Багато з них займають активну позицію у боротьбі з антисемітизмом та відстоюванні прав меншин.
Сьогодні громада характеризується:
•	Активним релігійним життям із численними синагогами, школами та культурними організаціями.
•	Відродженням єврейської культури серед молоді.
•	Гострою дискусією про ідентичність, яка включає пошуки балансу між інтеграцією у французьке суспільство та збереженням традицій.

Виклики та перспективи
Попри багатство культури та історії, єврейська громада Франції стикається з серйозними викликами, такими як:
•	Зростання антисемітських настроїв та насильства.
•	Міграція частини єврейського населення до Ізраїлю через відчуття небезпеки.
•	Пошук шляхів збереження своєї ідентичності у мультикультурному суспільстві.
Французька єврейська громада залишається унікальним явищем у сучасному світі, яке відображає всю складність історичних процесів та культурного взаємообміну.